# Scheffersplein
Het Scheffersplein is een plein in de Binnenstad van de Nederlandse stad Dordrecht. Rond het plein bevinden zich verschillende uitgaansgelegenheden en in de zomermaanden wordt het plein bezet met terrassen.
Het plein is genoemd naar de Dordtse schilder Ary Scheffer. Het standbeeld van Ary Scheffer op het plein is gemaakt door Joseph Mezzara naar het ontwerp van Ary's dochter Cornelia. Het beeld werd onthuld in 1862.

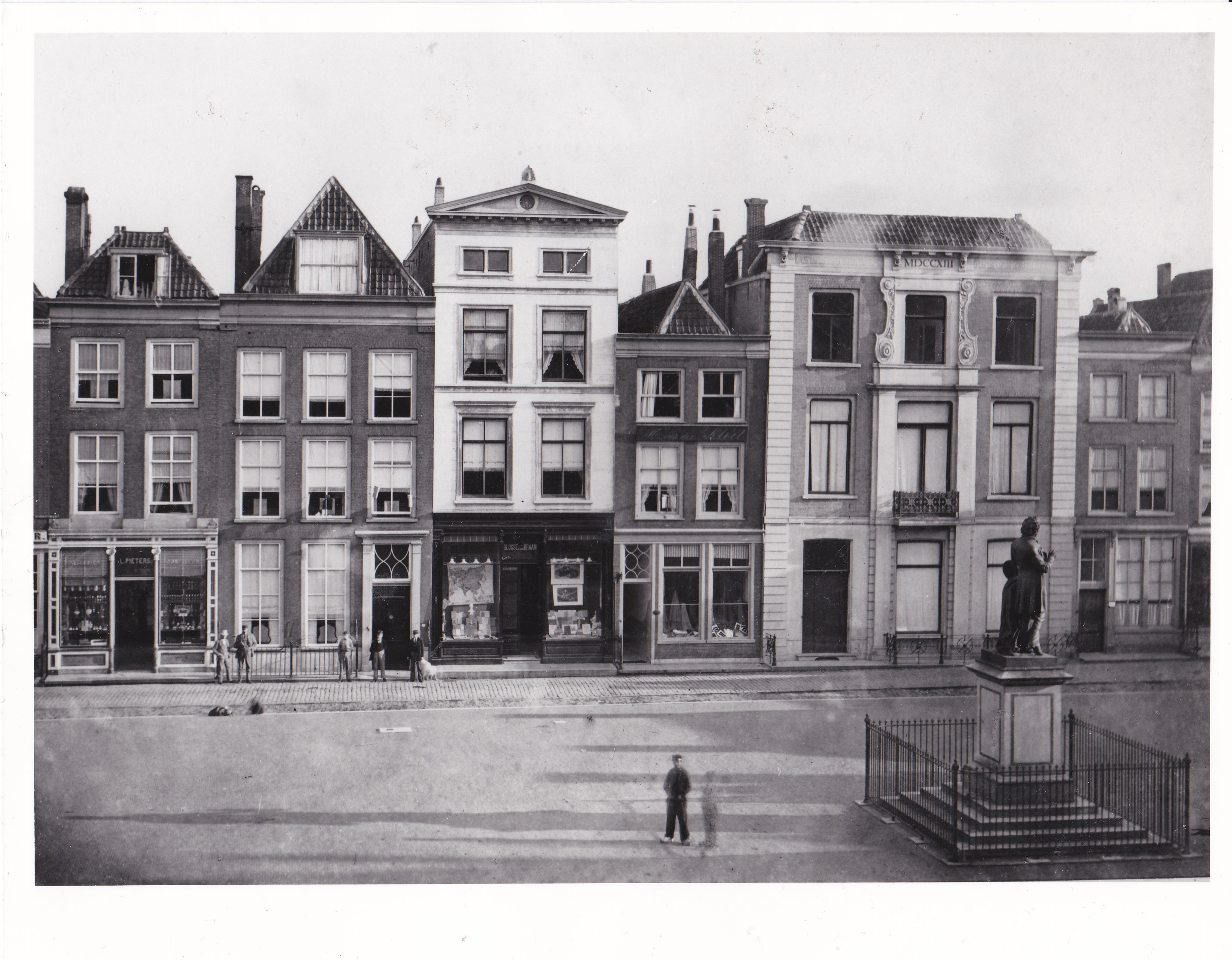
Het Scheffersplein in 1877
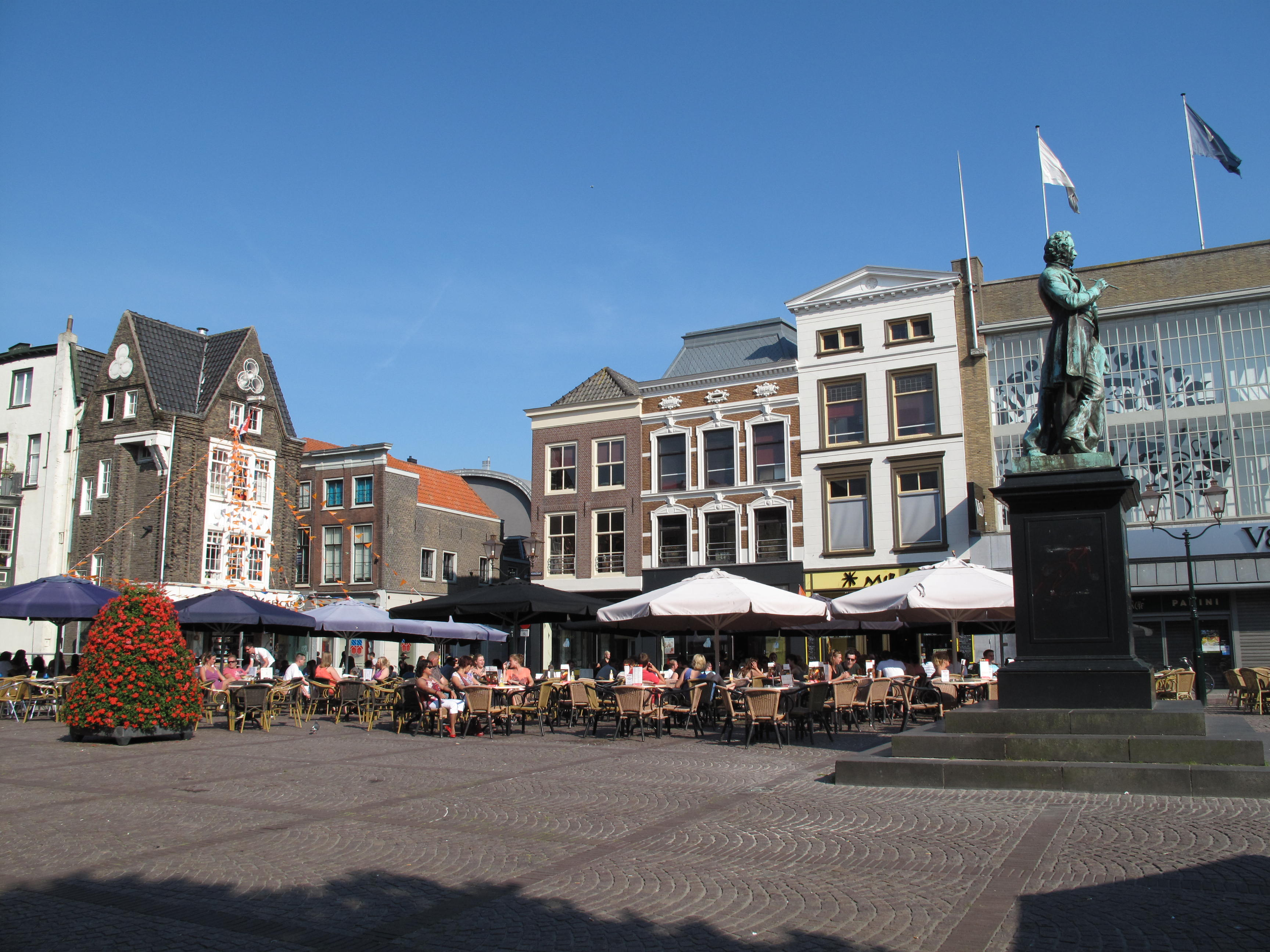
Scheffersplein in 2010